# 低成本航空公司列表

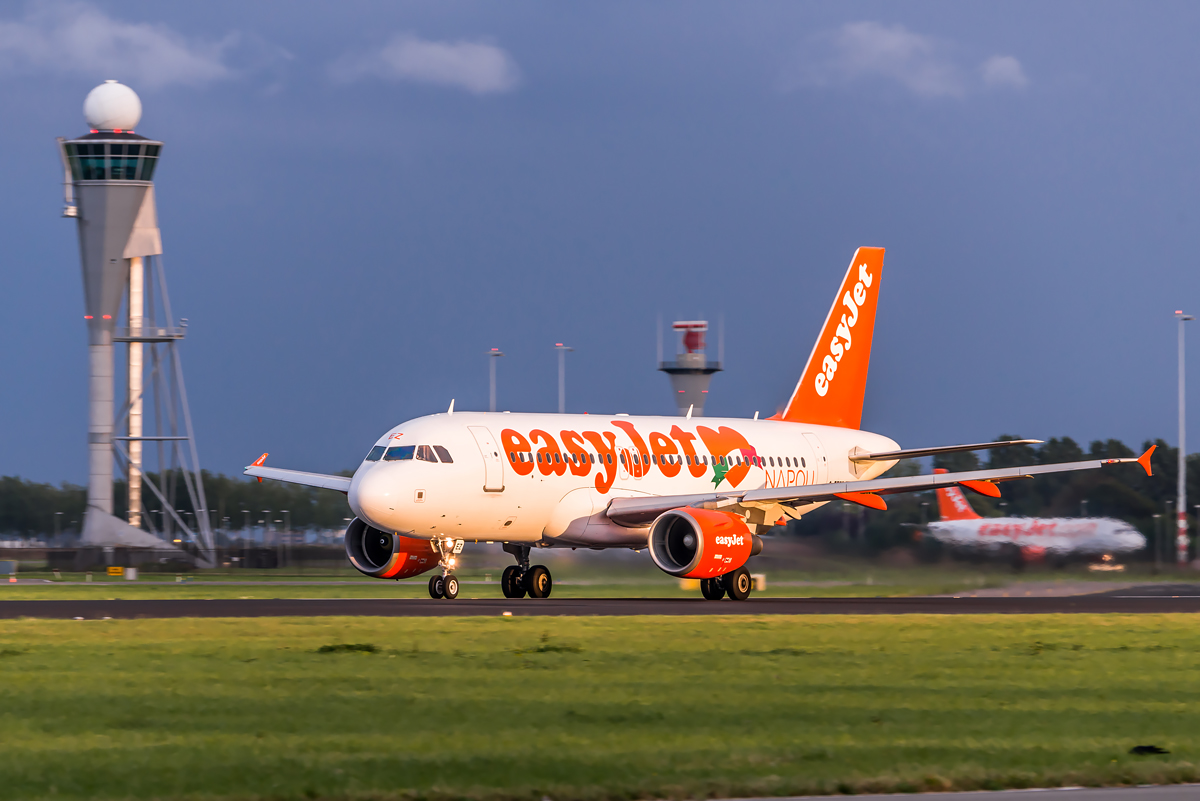
一架易捷航空的空中客车A319客机，摄于阿姆斯特丹斯希普霍尔机场。

本列表主要收錄世界各地的低成本航空公司（通稱廉價航空），並以其總部所在地來分類。

## 東亞

### 中国大陆
- 春秋航空(Spring Airlines)（為中國首家廉價航空）
- 西部航空(West Air)（重慶渝富集團（重慶市國資委屬下企業）與海航集團經營，為海航集團旗下公司。）
- 九元航空(9 Air)（吉祥航空子公司）
- 烏魯木齊航空(Urumqi Air)（由海南航空與烏魯木齊市政府共同投資組建，為海航集團旗下公司）
- 中国联合航空(China United Airlines)（中國東方航空子公司）
- 祥鹏航空(Lucky Air)（由海航集團與雲南省國資委合資組建，為海航集團旗下公司。）
- 東海航空 (DongHai Airlines)[原創研究？]

### 香港
- 香港快運航空(Hong Kong Express)（國泰航空全資子公司）
- 大灣區航空(Greater Bay Airlines)（自我定位為「價值型」航司）[存在爭議]

### 臺灣
- 台灣虎航（Tigerair Taiwan）中華航空子公司，華航集團經營，為華航集團旗下公司

### 日本
- 樂桃航空（Peach Aviation）全日本空輸子公司，（93%，還有7%是從香港的）[需要解释][來源請求]
- 捷星日本航空（Jetstar Japan）日本航空子公司
- 春秋航空日本（Spring Airlines Japan） 日本航空子公司
- ZIPAIR Tokyo（ZIPAIR Tokyo） 日本航空子公司

### 
- 德威航空 (T'way Airlines)
- 濟州航空 (Jeju Air)，同時為價值聯盟成員。
- 真航空 (Jin Air)（大韓航空子公司）
- 釜山航空(Air Busan)（韓亞航空子公司）
- 易斯達航空  (EastarJet)
- 首爾航空(Air Seoul)（韓亞航空子公司）
- 可依航空(Aero K)

## 東南亞

### 越南
- 太平洋航空 (JetStar Pacific Airlines)  (越南航空子公司)
- 越捷航空  (VietJetAir)

### 緬甸
- 黃金緬甸航空（英语：Golden Myanmar Airlines）（Golden Myanmar Airways）

### 泰國
- 皇雀航空  (Nok Air)
- 泰國亞洲航空（Thai AirAsia）(亞洲航空集團分公司)
- 泰國全亞洲航空（Thai AirAsia X）(亞洲航空集團分公司)
- 泰國獅子航空（Thai Lion）[^] (印尼獅子航空子公司)
- 泰國越捷航空（Thai VietJet Air）(越捷航空子公司)

[^] 表示該航空公司提供免費行李託運及機上餐飲服務

### 马来西亚
- 亚洲航空（AirAsia），負責營運短途航班，為亞洲最大的廉價航空公司。
- 全亞洲航空（AirAsia X），負責營運長途航班。
- 飛螢航空（Firefly；马来西亚航空子公司）
- 馬來西亞之翼航空（MASwings；马来西亚航空子公司）

### 新加坡
- 捷星亞洲航空（Jetstar Asia Airways；捷星航空集團分公司）
- 酷航（Scoot；新加坡航空子公司），同時為價值聯盟成員。

### 印度尼西亞
- 連城航空(Citilink)（加鲁达印尼航空子公司）
- 印尼獅子航空  (Lion Air)
- 印尼亞洲航空(Indonesia AirAsia)(亞洲航空集團分公司)
- 印尼全亞洲航空(Indonesia AirAsia X)(亞洲航空集團分公司)
- 巴提克航空(Batik Air)

### 菲律賓
- 菲鷹航空（PAL Express）菲律賓航空子公司
- 宿霧太平洋航空（Cebu Pacific Air）
- 宿翱航空（Cebgo）宿霧太平洋航空子公司
- 菲律賓亞洲航空（Philippines AirAsia）亞洲航空集團分公司

## 南亞

### 印度
- 印度航空快運（Air India Express印度航空的附屬公司）
- Alliance Air（印度航空的附屬公司）
- 捷高航空  (GoAir)
- 靛藍航空 (IndiGo)
- Paramount Airways
- 印度亞洲航空（AirAsia India）(亞洲航空集團分公司)
- 香料航空 (SpiceJet)

### 巴基斯坦
- Aero Asia International（英语：Aero Asia International）
- 巴基斯坦蓝色航空
- Shaheen Air
- Pearl Air（英语：Pearl Air）
- SAFE AIR（英语：SAFE AIR）

## 中亞

### 
- 瑪納斯航空(Air Manas)，Air Manas and Pegasus Airlines as a joint-partnership。

## 西亞

### 以色列
- 向上航空(UP)（以色列航空子公司）
- 阿基亞航空(Arkia)

### 沙烏地阿拉伯
- Sama
- 納斯航空  (Flynas)

### 科威特
- 半岛航空

### 阿联酋
- 阿拉伯航空
- 杜拜航空(flydubai)

### 土耳其
- Onur Air
- SunExpress
- 飛馬航空

## 西歐

### 比利时
- Tui fly belgium

### 法國
- 霍浦航空（法國航空子公司)(HOP!)

### 荷蘭
- 荷蘭Corendon航空（英语：Corendon Dutch Airlines）
- 泛航航空

### 爱尔兰
- 瑞安航空
- 爱尔兰航空（除了提供欧洲境内最低24欧元的机票之外，还提供欧洲到美国最低149欧元的机票。）

### 英国
- 易捷航空
- 捷特二航空

### 瑞士
- 瑞士易捷航空
- Helevetic airlines
- 座椅航空
- 小白花航空

## 中歐

### 捷克
- 智能翼航空

### 德国
- 欧洲之翼航空
- 途易飞航空

### 匈牙利
- 维兹航空

### 波蘭
- Centralwings

## 東歐

### 保加利亚
- EasyFLY Bulgaria

### 羅馬尼亞
- 罗马尼亚蓝色航空

### 塞爾維亞
- Centavia

### 俄羅斯
- Sky Express
- 環空航空
- 俄罗斯胜利航空

## 北歐

### 丹麦
- Sterling Airlines

### 挪威
- 挪威航空

### 瑞典
- FlyMe
- FlyNordic

## 南歐

### 義大利
- Air Service Plus（英语：Air Service Plus）（與法國Axis Airways共同營運）
- Alpi Eagles（英语：Alpi Eagles）
- Evolavia（英语：Evolavia）
- Bluexpress（英语：Bluexpress）
- Jet X (Icelandic company operating in Italy only)
- 意大利晷航空
- Myair（英语：Myair）
- volare（英语：C.A.I. Second）
- Wind Jet（英语：Wind Jet）

### 西班牙
- 西班牙快运航空
- 维罗提航空
- 水平航空
- 伏林航空

## 北美洲

### 加拿大
- 西捷航空  (WestJet)
- 加拿大胭脂航空（加拿大航空Air Canada子公司）
- 加拿大越洋航空

### 美国
- 忠實航空（Allegiant Air）
- 邊疆航空（Frontier Airlines）
- 捷藍航空（JetBlue Airways）
- 人民快運（英语：People Express）（PEOPLExpress）
- 美國西南航空（Southwest Airlines）
- 精神航空（Spirit Airlines）
- 陽光鄉村航空（Sun Country Airlines）
- 动力航空（Dynamic Airways）

## 中美洲

### 墨西哥
- 英特捷特航空
- 愉快空中客车航空
- 沃拉里斯航空

## 大洋洲

### 
- 捷星航空（Jetstar；澳洲航空子公司）

## 南美洲

### 阿根廷
- Sol Líneas Aéreas（英语：Sol Líneas Aéreas）

### 智利
- 智利天空航空

### 巴西
- 藍色巴西航空
- 高爾航空

### 哥伦比亚
- EasyFly（英语：EasyFly）
- 哥伦比亚愉快航空

## 非洲

### 埃及
- 埃及阿拉伯航空（Air Arabia Egypt）

### 
- Fly540（英语：Fly540）
- Jambojet（英语：Jambojet）

### 摩納哥
- Jet4you（英语：Jet4you）
- 摩洛哥阿拉伯航空（Air Arabia Moroc）

### 南非
- 库鲁拉航空
- 芒果航空（南非航空子公司）

### 坦桑尼亚
- 快捷航空（Fastjet）

## 已結業之公司
- Compass（已歇業）
- East-West （已歇業）
- Impulse Airlines（已歇業）
- OzJet（已歇業）
- 澳洲虎航（Tigerair Australia；維珍澳洲航空子公司）（已歇業）

 新西兰
- 自由航空（Freedom Air；紐西蘭航空子公司）（已歇業）
- Kiwi Airlines（已歇業）
- 太平洋藍航空（維珍藍航空子公司）（已歇業）

 西班牙
- 彗星航空

 法國
- Air Turquoise（英语：Air Turquoise）
- Flywest（英语：Flywest）

 德国
- 德国三角洲航空
- 柏林航空
- 德國之翼航空（漢莎航空子公司）

 冰島
- 沃奥航空（WOW Air）

 香港
- 甘泉香港航空（Oasis Hong Kong Airlines）[note 1]
- 捷星香港航空（Jetstar Hong Kong）

 泰國
- 酷鳥航空（NokScoot）

 印度尼西亞
- 亞當航空（Adam Air）
- 曼達拉欣豐虎航（Tigerair Mandala）

 新加坡
- 欣豐虎航（Tigerair），同時為價值聯盟成員，已於2017年7月25日結業，併入酷航。

  土耳其
- Atlas global

  日本
- 旭伸航空
- 香草航空(Vanilla Air)（全日空航空集團公司），同時為價值聯盟成員，已於2019年10月27日結業，併入樂桃航空。
- 日本亞洲航空 (AirAsia Japan)  （亞洲航空子公司）

- 一时航空
- Velvet Sky（英语：Velvet Sky）

 澳門
- 非凡航空（VIVA Macau）

 臺灣
- 瑞聯航空（U-land）
- 威航 （V-Air）；威航已於2016年10月1日結業，是復興航空的子公司；復興航空已於2016年11月21日結業。

 美国
- 維珍美國航空（Virgin America；已併入阿拉斯加航空）
- 穿越航空（AirTran Airways）
- Hooters Air
- Independence Air
- Kiwi International Air Lines
- MetroJet
- Midway Airlines
- National Airlines
- Pacific Southwest Airlines
- Pearl Air
- People Express
- Safe Air
- Skybus Airlines
- SkyValue
- Southeast Airlines
- Streamline Air
- Tower Air
- United Shuttle
- ValuJet Airlines
- Vanguard Airlines
- Western Pacific Airlines

 加拿大
- 祖恩航空

 英国
- flybe
- Thomas Cook airlines

## 備註
1. ↑  甘泉香港航空以低價機票作招徠，廣義上其經營模式與低成本航空公司相似，但狹義上仍未能符合其營運原則。